# Anticarsia
Anticarsia är ett släkte av fjärilar. Anticarsia ingår i familjen nattflyn.

## Bildgalleri

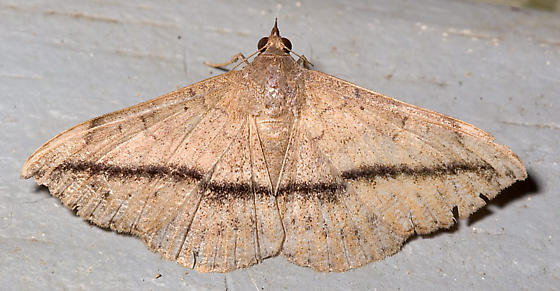

## Dottertaxa tillAnticarsia, i alfabetisk ordning[1]
- Anticarsia acutilinea
- Anticarsia albilineata
- Anticarsia anisospila
- Anticarsia coenosa
- Anticarsia costalis
- Anticarsia creberrima
- Anticarsia detrahens
- Anticarsia disticha
- Anticarsia elegantula
- Anticarsia ferruginea
- Anticarsia gemina
- Anticarsia gemmatalis
- Anticarsia giloloensis
- Anticarsia infumata
- Anticarsia lampea
- Anticarsia leucospila
- Anticarsia monstratura
- Anticarsia obliqua
- Anticarsia prona
- Anticarsia pyralina
- Anticarsia repugnalis
- Anticarsia salea
- Anticarsia schausi
- Anticarsia spiloleuca
- Anticarsia subducta
- Anticarsia subsignata
- Anticarsia suffervens
- Anticarsia unilineata